# Canton de L'Isle-sur-le-Doubs
Le canton de L'Isle-sur-le-Doubs est une ancienne division administrative française, située dans le département du Doubs et la région Franche-Comté.

## Représentation

### Conseillers généraux de 1833 à 2015
| Période | Période      | Identité                           | Étiquette              | Qualité |
| ------- | ------------ | ---------------------------------- | ---------------------- | --- |
| 1833    | 1858 (décès) | Joseph Augustin Bouchot            | Majorité conservatrice | Maître de forges à L'Isle-sur-le-Doubs Ancien député (1830-1831)                                                                                   |
| 1859    | 1879 (décès) | Louis Meiner                       |                        | Manufacturier, maire de L'Isle-sur-le-Doubs |
| 1879    | 1892         | Nicolas Koechlin                   | Droite                 | Manufacturier à L'Isle-sur-le-Doubs |
| 1892    | 1910 (décès) | Charles Léon Métoz                 | Républicain            | Médecin |
| 1910    | 1940         | Jules Métoz (fils du précédent)    | Rad.                   | Médecin Maire de L'Isle-sur-le-Doubs (1912-1954) Nommé conseiller départemental en 1943                                                            |
|         |              |                                    |                        | |
| 1945    | 1954 (décès) | Jules Métoz                        | Rad.-RGR puis RI       | Médecin Maire de L'Isle-sur-le-Doubs |
| 1954    | 1970         | François Métoz (fils du précédent) | Ind.                   | Notaire |
| 1970    | 1994         | Pierre-Daniel Gérard               | DVD puis RPR           | Maire de L'Isle-sur-le-Doubs (1959-1977) |
| 1994    | 2001         | Jean-Paul Charrier                 | RPR                    | Maire de Longevelle-sur-Doubs |
| 2001    | 2015         | Rémy Nappey                        | PS                     | Professeur des écoles Maire de L'Isle-sur-le-Doubs (1995-2018) Vice-président (2004-2015) Elu en 2015 conseiller départemental du Canton de Bavans |

### Conseillers d'arrondissement (de 1833 à 1940)
Le canton de L'Isle-sur-le-Doubs avait deux conseillers d'arrondissement à partir de 1913.
Il appartenait à l'arrondissement de Baume-les-Dames jusqu'à sa disparition en 1926
| Période                                  | Période          | Identité                              | Étiquette | Qualité |
| ---------------------------------------- | ---------------- | ------------------------------------- | --------- | --- |
| 1833                                     | 18..             | Louis Bouchot jeune                   |           | Maire de L'Isle-sur-le-Doubs                                                                                |
|                                          |                  |                                       |           | |
|                                          | 1885 (démission) | Pierre François Philippe Pailloz-Page |           | Banquier à L'Isle-sur-le-Doubs                                                                              |
|                                          |                  |                                       |           | |
| 1913                                     | 1931             | Alfred Py (1879-1964)                 | Rad.      | |
| 1913                                     | 1940             | Numa Dodivers                         | Rad.      | Maire de Blussans                                                                                           |
| 1931                                     | 1937             | M. Thiébaud                           | SFIO      | Négociant à L'Isle-sur-le-Doubs                                                                             |
| 1937                                     | 1940             | Octave Certier                        | Rad.      | Cultivateur, maire de Longevelle                                                                            |
| 1940                                     |                  |                                       |           | Les conseils d'arrondissement ont été suspendus par la loi du 12 octobre 1940 et n'ont jamais été réactivés |
| Les données manquantes sont à compléter. |                  |                                       |           | |

## Composition
Ce canton était composé des vingt-quatre communes suivantes :
| Nom                             | Code Insee | Intercommunalité                     | Superficie (km2) | Population (dernière pop. légale) | Densité (hab./km2) |
| ------------------------------- | ---------- | ------------------------------------ | ---------------- | --------------------------------- | ------------------ |
| L'Isle-sur-le-Doubs (chef-lieu) | 25315      | CC des Deux Vallées Vertes           | 10,67            | 3 090 (2014)                      | 290                |
| Accolans                        | 25005      | CC des Deux Vallées Vertes           | 5,18             | 101 (2014)                        | 19                 |
| Appenans                        | 25019      | CC des Deux Vallées Vertes           | 4,07             | 397 (2014)                        | 98                 |
| Arcey                           | 25022      | CC des Deux Vallées Vertes           | 12,57            | 1 436 (2014)                      | 114                |
| Blussangeaux                    | 25066      | CC des Deux Vallées Vertes           | 2,12             | 83 (2014)                         | 39                 |
| Blussans                        | 25067      | CC des Deux Vallées Vertes           | 8,04             | 195 (2014)                        | 24                 |
| Bournois                        | 25083      | CC des Deux Vallées Vertes           | 10,48            | 194 (2014)                        | 19                 |
| Étrappe                         | 25226      | CC des Deux Vallées Vertes           | 2,92             | 202 (2014)                        | 69                 |
| Faimbe                          | 25232      | CC des Deux Vallées Vertes           | 1,97             | 110 (2014)                        | 56                 |
| Gémonval                        | 25264      | CC des Deux Vallées Vertes           | 3,39             | 82 (2014)                         | 24                 |
| Geney                           | 25266      | CC des Deux Vallées Vertes           | 4,33             | 141 (2014)                        | 33                 |
| Hyémondans                      | 25311      | CC des Deux Vallées Vertes           | 6,87             | 191 (2014)                        | 28                 |
| Lanthenans                      | 25327      | CC des Deux Vallées Vertes           | 3,36             | 68 (2014)                         | 20                 |
| Longevelle-sur-Doubs            | 25345      | CA Pays de Montbéliard Agglomération | 8,31             | 681 (2014)                        | 82                 |
| Mancenans                       | 25365      | CC des Deux Vallées Vertes           | 11,94            | 321 (2014)                        | 27                 |
| Marvelise                       | 25369      | CC des Deux Vallées Vertes           | 4,21             | 152 (2014)                        | 36                 |
| Médière                         | 25372      | CC des Deux Vallées Vertes           | 5,73             | 313 (2014)                        | 55                 |
| Montenois                       | 25394      | CA Pays de Montbéliard Agglomération | 8,03             | 1 530 (2014)                      | 191                |
| Onans                           | 25431      | CC des Deux Vallées Vertes           | 14,21            | 371 (2014)                        | 26                 |
| La Prétière                     | 25470      | CC des Deux Vallées Vertes           | 2,71             | 166 (2014)                        | 61                 |
| Rang                            | 25479      | CC des Deux Vallées Vertes           | 10,32            | 426 (2014)                        | 41                 |
| Saint-Maurice-Colombier         | 25524      | CA Pays de Montbéliard Agglomération | 13,29            | 902 (2014)                        | 68                 |
| Sourans                         | 25552      | CC des Deux Vallées Vertes           | 4,20             | 125 (2014)                        | 30                 |
| Soye                            | 25553      | CC des Deux Vallées Vertes           | 13,89            | 385 (2014)                        | 28                 |

## Démographie
| 1962  | 1968  | 1975  | 1982  | 1990   | 1999   | 2006   | 2011   | 2012   |
| ----- | ----- | ----- | ----- | ------ | ------ | ------ | ------ | ------ |
| 8 108 | 8 539 | 9 444 | 9 962 | 10 435 | 10 584 | 11 497 | 11 692 | 11 731 |